# 戈尔纳克
戈尔纳克（法語：Gornac，法語發音：[ɡɔʁnak]）是法国吉伦特省的一个市镇，属于朗贡区。

## 地理
戈尔纳克（44°39'46"N, 0°10'54"W）面积8.35 平方千米，位于法国新阿基坦大区吉倫特省，该省份为法国西南部沿海省份，是法國本土面积最大的省，北起滨海夏朗德省，西临大西洋，南至朗德省，东南接洛特-加龍省，东临多爾多涅省。
与戈尔纳克接壤的市镇（或旧市镇、城区）包括：夸拉克、卡斯泰尔维耶勒、穆朗斯、圣洛朗迪布瓦、圣马夏尔、圣皮埃尔德巴。

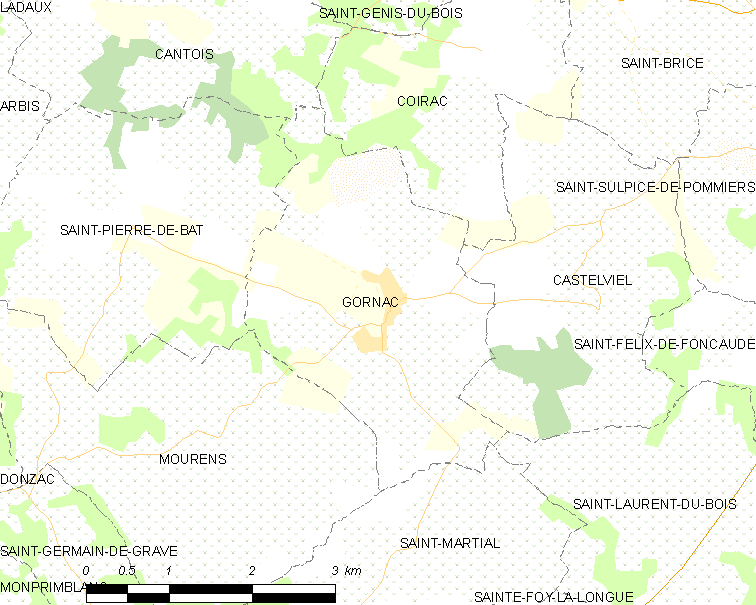
戈尔纳克的OSM定位图

戈尔纳克的时区为UTC+01:00、UTC+02:00（夏令时）。

## 行政
戈尔纳克的邮政编码为33540，INSEE市镇编码为33189。

## 政治
戈尔纳克所属的省级选区为海间县。

## 人口

1962-2008年间戈尔纳克人口变化图示

戈尔纳克于2022年1月1日时的人口数量为436人。